# 小行星970
小行星970（970 Primula）是一颗围绕太阳公转的小行星。
該小行星以報春花命名。

## 参数
这颗小行星的绝对星等为12.4等，自转周期为2.777小时。